# Roger Wadström
Roger Evert Wadström, född 15 oktober 1906 i Lysekil, död 11 augusti 1994 i Västerleds församling, Stockholm, var en svensk språkforskare och skolman.
Wadström studerade i Göteborg och Stockholm innan han 1938 anställdes som adjunkt vid Södra Latins gymnasium. Parallellt med lärarverksamheten forskade han och disputerade 1952 på avhandlingen Svenska kvarntermer (publicerad av Dialekt- och folkminnesarkivet i Uppsala). Efter disputationen avancerade Wadström till lektor 1955.
Efter att i tio års tid ha varit rektors sekreterare utsågs Wadström själv till rektor för Södra Latin 1957, och innehade denna post till sin pensionering 1972. Under hans rektorstid inföll ett antal genomgripande förändringar inom den svenska gymnasieskolan, däribland de statliga läroverkens kommunalisering 1958 och tillträde för kvinnliga elever till skolan 1961 (från och med 1966 kom flickorna därtill att vara i majoritet). Omfattande ombyggnads- och renoveringsarbeten genomfördes också. Trots dessa satsningar fick Wadström dock redan i slutet av 1960-talet kämpa mot den kommunala gymnasieplaneringskommitténs planer på att lägga ner skolan, vilka dock ej realiserades.
I en dödsruna berömde före detta skoldirektören Henning Öberg särskilt Wadströms sätt att ta sig an de nya lärare som gjorde sitt provår vid hans skola.
Efter sin pensionering ägnade sig Wadström bland annat åt ortnamnsforskning och publicerade 1983 verket Ortnamn i Bohuslän. Han gav även ut en fortsättning på sin doktorsavhandling (Svenska kvarntermer 2, 1984). Wadström ägnade sig därtill åt bokbinderi på avancerad nivå som hobby. Han är begravd på Västra kyrkogården i Göteborg.